# Корсунська сільська рада
Ко́рсунська сільська́ ра́да — адміністративно-територіальна одиниця та орган місцевого самоврядування в Тальнівському районі Черкаської області. Адміністративний центр — село Корсунка.

## Загальні відомості
- Населення ради: 740 осіб (станом на 2001 рік)

## Населені пункти
Сільській раді були підпорядковані населені пункти:
- с. Корсунка
- с. Довгеньке

## Склад ради
Рада складалася з 12 депутатів та голови.
- Голова ради: Хижняк Ірина Дмитрівна
- Секретар ради: Касір Сергій Миколайович

### Керівний склад попередніх скликань
| Прізвище, ім'я, по батькові | Основні відомості                                                                                  | Дата обрання | Дата звільнення |
| --------------------------- | -------------------------------------------------------------------------------------------------- | ------------ | --------------- |
| Хижняк Ірина Дмитрівна      | Сільський голова, 1970 року народження, освіта вища, член Всеукраїнського об'єднання «Батьківщина» | 26.03.2006   | 31.10.2010      |
| Хижняк Ірина Дмитрівна      | Сільський голова, 1970 року народження, освіта вища, позапартійна                                  | 31.10.2010   |                 |

Примітка: таблиця складена за даними сайту Верховної Ради України

### Депутати
За результатами місцевих виборів 2010 року депутатами ради стали:

#### За суб'єктами висування
| Суб'єкт висування           | Кількість обраних депутатів | %    |
| --------------------------- | --------------------------- | ---- |
| Самовисування               | 9                           | 75   |
| Партія регіонів             | 2                           | 16,7 |
| Комуністична партія України | 1                           | 8,3  |

#### За округами
| № округу                    | Прізвище, ім'я, по батькові   | Дата визнання обраним | Освіта             | Партійна приналежність                | Відомості про обраного депутата               |
| --------------------------- | ----------------------------- | --------------------- | ------------------ | ------------------------------------- | --------------------------------------------- |
| Комуністична партія України |                               |                       |                    |                                       |                                               |
| 4                           | Білоус Петро Артемович        | 03.11.2010            | середня спеціальна | член Комуністичної партії України     | пенсіонер                                     |
| Партія регіонів             |                               |                       |                    |                                       |                                               |
| 7                           | Пономаренко Олексадр Петрович | 03.11.2010            | середня спеціальна | член Партії регіонів                  | пенсіонер                                     |
| 8                           | Хижняк Андрій Васильович      | 03.11.2010            | середня спеціальна | позапартійний                         | пенсіонер                                     |
| Самовисування               |                               |                       |                    |                                       |                                               |
| 1                           | Драглюк Наталія Вікторівна    | 03.11.2010            | середня спеціальна | член Єдиного Центру                   | фермерське господарство «Графське», бухгалтер |
| 2                           | Касір Наталія Анатолівна      | 03.11.2010            | середня спеціальна | позапартійна                          | по догляду за дитиною до 3 -х р.              |
| 3                           | Білоус Тетяна Петрівна        | 03.11.2010            | середня спеціальна | член Політичної партії «Наша Україна» | Корсунська сільська рада, секретар            |
| 5                           | Шмаглій Олена Прокопівна      | 03.11.2010            | середня спеціальна | позапартійна                          | Корсунський ФАЛ, медична сестра               |
| 6                           | Довгань Сергій Степанович     | 03.11.2010            | середня            | позапартійний                         | тимчасово не працює                           |
| 9                           | Зубрицька Тетяна Олексіївна   | 03.11.2010            | вища               | позапартійна                          | Корсунська загальноосвітня школа, вчитель     |
| 10                          | Глемба Галина Петрівна        | 03.11.2010            | вища               | позапартійна                          | Корсунська Сільська рада, бухгалтер           |
| 11                          | Касір Сергій Миколайович      | 03.11.2010            | вища               | позапартійний                         | 33 БВДБК-3, охоронець                         |
| 12                          | Слободяник Олена Андріївна    | 03.11.2010            | середня            | член Партії регіонів                  | Корсунське відділення зв'язку, начальник      |